# Struve (cratère)
Pour les articles homonymes, voir Struve.
Struve est un cratère lunaire.
Le cratère s’appelait initialement Otto Struve mais le catalogue The System of Lunar Craters, publié par D. Arthur dans les années 1963 - 1966, l'a renommé en Struve. Il porte ainsi le nom de trois membres d'une même famille, tous astronomes.